# Найден Попстоянов
Найден Стефанов Попстоянов (изписване до 1945 година: Найден попъ Стояновъ) е български учител, участник в Априлското въстание от 1876 година.

## Биография
Роден е в Копривщица. Учи във взаимното училище на Неофит Рилски и в пловдивското класно училище „Св. св. Кирил и Методий“ при Найден Геров. Учителства в Панагюрище 1861 – 1864, Свищов 1866 – 1867, Плевен и Копривщица 1869 – 1876 години. Основаното през 1869 г. Народно читалище „Неофит Рилец“ е основано по инициатива на главния даскал Найден Попстоянов, който е и автор на читалищния устав.
Той е сред най-енергичните, трудолюбиви и способни учители, хилядник на въстаниците по време на Априлското въстание. Преподава в класното училище в Копривщица през 1870 – 1873 година като главен даскал.
Превежда за нуждите на образованието учебниците „Кратка антропология или наука за человека“, „Кратко землеописание за деца“ и „Кратка аритметика за първоначални ученици“. Автор на читалищния устав през 1869 г. Баща на четири деца, член на копривщенския революционен комитет. За подпомагане на четата на Филип Тотю през 1860 година е затворен и преследван от турските власти. Делегат на Оборищенското събрание. Заловен в Троянския Балкан, убит след изтезанията в Търновския затвор, заедно с Тодор Каблешков, след потушаването на Априлското въстание.
| „     | Даскал Найден Попстоянов, хилядникът на Копривщица, който командува една част от обсадата на Стрелешката джамия, е хванат, заедно с Каблешков в Троянския балкан. Найден бил съвършено отпаднал духом. Тежестта на годините – той бил човък на 45 години – мисълта за изоставените деца и жена, както и физическата немощ, следствие редица години усилена учителска дъятелност, правили пътят на скиталчеството по балкана, особено след такава съкрушителна катастрофа на делото, несносен за кроткия инак по характер мирен културен деец. А когато вече паднал във вражески ръце, силите му го оставили съвършено; той не можел да върви. Тогава почнали инквизиторските смъртни мъчения над него. Опитали с бой и с издевателства да повърнат силиге на стария труженик, а с това го убили още повече. Той носил дълга брада, оскубали му я. Така, смазан от бой и от мъки, той паднал полумъртъв и тогава го метнали „като кожа на самаря на един мършав кон“ и една вечер късно бил замъкнат в Търново. | “ |
| [ 5 ] | |   |

Братът на Найден, Петко Попстоянов е опълченец от Шипка.

## Цитати от Найден Попстоянов
- „Който за народъ ся труди и грижи, Тукъ той въ гнусна темница лѣжи.“[6]